# Здирання шкіри з продажного судді
«Здирання шкіри з продажного судді» (нім. König Kambyses und der Richter Sisamnes) — картина нідерландського живописця Герарда Давида, написана у 1498 році для зали міської ратуші Брюгге, в якій проводились судові засідання. Картина є частиною диптиха «Суд Камбіса».
Картина заснована на переказі Геродота про страту царем Персії Камбісом II судді Сісамна, який брав хабарі:
|  | Сісамна, який був царським суддею, цар Камбіс, через те, що він брав хабарі і виніс несправедливе рішення, наказав зарізати, здерти з нього шкіру з голови до ніг, а потім, коли його так обдерли, з його шкіри понарізували ремені і натягли їх на крісло, на якому сидів Сісамн і правив суд, і, коли їх натягли, Дарій замість Сісамна, якого він наказав убити й обідрати, призначив суддею його сина і наказав йому не забувати, на якому кріслі він сидить і судить |

Репродукція картини була вивішена у залі суду групою народних депутатів під час судового засідання із справи Юлії Тимошенко. 29 вересня 2016 року репродукцію картини було продемонстровано у Верховній раді України під час голосування з приводу звільнення суддів, звинувачених у порушенні присяги.
28 лютого 2017 року Генеральний прокурор України, Юрій Луценко, репродукцією цієї картини ілюстрував свою заяву про те, що Верховний Суд України закрив усі справи проти бізнесмена і соратника Януковича Юрія Іванющенка, відомого як «Юра Єнакієвський».